# Samuel Fischer (farář)
Samuel Fischer (25. listopadu 1547 v Jáchymově - 22. června 1600 v Jeně) byl česko-německý farář a superintendent a vysokoškolský profesor.
Byl bratrancem Kryštofa Fischera.